# Chaîne Gawler
 (août 2023).
Si vous disposez d'ouvrages ou d'articles de référence ou si vous connaissez des sites web de qualité traitant du thème abordé ici, merci de compléter l'article en donnant les références utiles à sa vérifiabilité et en les liant à la section « Notes et références ».

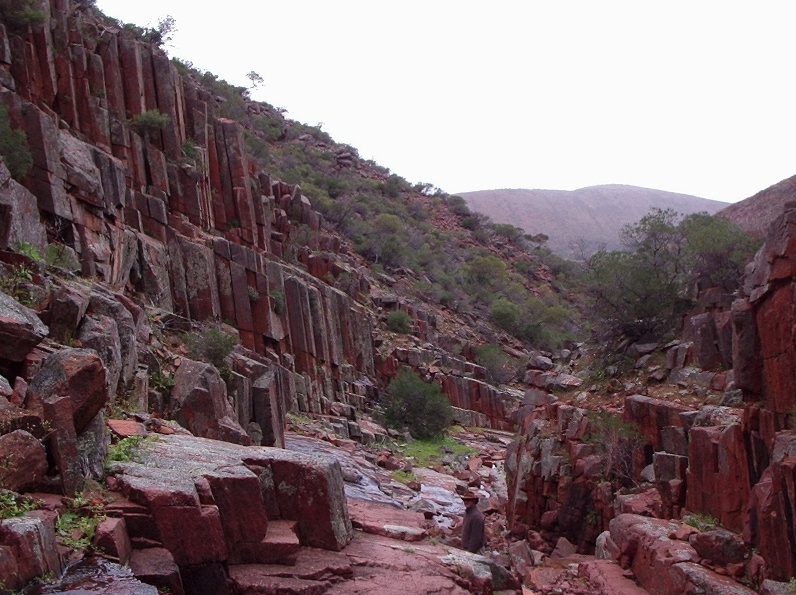
Les tuyaux d'orgues dans la chaîne Gawler

La chaîne Gawler (The Gawler Ranges en anglais) est une chaîne de montagnes de l'Australie-Méridionale au nord de la péninsule d'Eyre que la route Eyre Highway contourne par le sud. Elle mesure environ 160 kilomètres de long pour un point culminant à 465 mètres. Les principaux sommets sont Mount Granite, Mount Centre, Mount Fairwiew, Mount Double.
La chaîne a été ainsi appelée par l'explorateur Edward John Eyre en l'honneur du gouverneur de l'Australie méridionale George Gawler en 1839 lors d'une de ses premières expéditions dans la région avant sa première traversée de la plaine de Nullarbor.
Le craton Gawler auquel appartient la chaîne de montagnes est riche en  ressources minérales mais leur découverte est trop récente pour qu'elles puissent être en pleines exploitations.
Le parc national de la chaîne Gawler (The Gawler Ranges National Park) et la Gawler Ranges Conservation Reserve sont situées au nord de Wudinna.